# Pseudotrigonidium dentatum
Pseudotrigonidium dentatum är en insektsart som beskrevs av Andrej Vasiljevitj Gorochov 2005. Pseudotrigonidium dentatum ingår i släktet Pseudotrigonidium och familjen syrsor. Inga underarter finns listade i Catalogue of Life.